# DEF CON
DEF CON (DEFCON, Defcon, або DC) — одна з найбільших у світі конференцій хакерів, що проводиться, як правило, на останньому тижні липня або у перші тижні серпня щороку в Лас-Вегасі, штат Невада. Розпочавшись у 1993 році як зустріч для членів Platinum Net (хакерська Fido-мережа з Канади), вона стала однією з головних подій для фахівців з комп'ютерної безпек, журналістів, юристів, федеральних державних службовців, фахівців з безпеки, студентів, хакерів і всіх, хто цікавиться програмним забезпеченням, комп'ютерною архітектурою, фрікінгом, модифікацією апаратного забезпечення та іншим, що може бути «зламано».
DEF CON 26 відбудеться з 9 по 12 серпня в Палаці Цезаря у Лас-Вегасі. У 2018 році буде проходити DEF CON [Beta] Event у Пекіні, Китай, 11-13 травня.

## Історія
DEF CON почалась у 1993 році, коли Дж. Мос організував прощальну вечірку для свого друга, молодого хакера та члена мережі Platinum Net. Вечірка була запланована в Лас-Вегасі за кілька днів до того, як його друг мав покинути США. Проте друг поїхав раніше, а Джеф вирішив не скасовувати вечірку. Він запросив всіх друзів хакера в Лас-Вегас. Їх зібралося біля 100 і таким чином було закладено основи для DEF CON. Спочатку конференція планувалася як одноразова подія, проте, на прохання людей, які написали лист Мосу, вона повторилася через рік. Через деякий час Джеф переконався в тому, що цю конференцію варто проводити раз на рік, хоча б через те, що відвідуваність зросла в більш ніж два рази.
| Назва конференції | Місце проведення                     | Дата                          | Сайт                                            |
| ----------------- | ------------------------------------ | ----------------------------- | ----------------------------------------------- |
| DEF CON 1         | Готель-казіно Sands                  | 9-11 червня 1993 року         | [Архівовано 28 грудня 2017 у Wayback Machine.]  |
| DEF CON 2         | Готель-казино Sahara                 | 22-24 липня 1994 року         | [Архівовано 28 грудня 2017 у Wayback Machine.]  |
| DEF CON 3         | Tropicana & Casino                   | 4-6 серпня 1995 року          | [Архівовано 20 квітня 2019 у Wayback Machine.]  |
| DEF CON 4         | Готель-казіно Monte Carlo            | 26-28 липня 1996 року         | [Архівовано 28 грудня 2017 у Wayback Machine.]  |
| DEF CON 5         | Готель-казіно Aladdin                | 11-13 липня 1997              | [Архівовано 28 грудня 2017 у Wayback Machine.]  |
| DEF CON 6         | Готель-казіно Plaza                  | 31 липня — 2 серпня 1998 року | [Архівовано 28 грудня 2017 у Wayback Machine.]  |
| DEF CON 7         | Готель-курорт Alexis Park            | 9-11 липня 1999 року          | [Архівовано 28 грудня 2017 у Wayback Machine.]  |
| DEF CON 8         | Готель-курорт Alexis Park            | 28-30 липня 2000 року         | [Архівовано 28 грудня 2017 у Wayback Machine.]  |
| DEF CON 9         | Готель-курорт Alexis Park            | 13-15 липня 2001 року         | [Архівовано 28 грудня 2017 у Wayback Machine.]  |
| DEF CON 10        | Готель-курорт Alexis Park            | 2-4 серпня 2002 року          | [Архівовано 10 січня 2017 у Wayback Machine.]   |
| DEF CON 11        | Готель-курорт Alexis Park            | 1-3 серпня 2003 року          | [Архівовано 28 грудня 2017 у Wayback Machine.]  |
| DEF CON 12        | Готель-курорт Alexis Park            | 30 липня — 1 серпня 2004 року | [Архівовано 28 грудня 2017 у Wayback Machine.]  |
| DEF CON 13        | Готель-курорт Alexis Park            | 29-31 липня 2005 року         | [Архівовано 28 грудня 2017 у Wayback Machine.]  |
| DEF CON 14        | Готель-казіно Riviera                | 4-6 серпня 2006 року          | [Архівовано 28 грудня 2017 у Wayback Machine.]  |
| DEF CON 15        | Готель-казіно Riviera                | 3-5 серпня 2007 року          | [Архівовано 28 грудня 2017 у Wayback Machine.]  |
| DEF CON 16        | Готель-казіно Riviera                | 8-10 серпня 2008 року         | [Архівовано 28 липня 2018 у Wayback Machine.]   |
| DEF CON 17        | Готель-казіно Riviera                | 30 липня — 2 серпня 2009 року | [Архівовано 3 травня 2019 у Wayback Machine.]   |
| DEF CON 18        | Готель-казіно Riviera                | 30 липня — 1 серпня 2010 року | [Архівовано 19 вересня 2018 у Wayback Machine.] |
| DEF CON 19        | Готель-казіно Rio                    | 4-7 серпня 2011 року          | [Архівовано 5 серпня 2018 у Wayback Machine.]   |
| DEF CON 20        | Готель-казіно Rio                    | 26-29 липня 2012 року         | [Архівовано 12 червня 2018 у Wayback Machine.]  |
| DEF CON 21        | Готель-казіно Rio                    | 1-4 серпня 2013 року          | [Архівовано 11 вересня 2017 у Wayback Machine.] |
| DEF CON 22        | Готель-казіно Rio                    | 4-7 серпня 2014 року          | [Архівовано 14 серпня 2017 у Wayback Machine.]  |
| DEF CON 23        | Готелі Bally's і Paris               | 6-9 серпня 2015 року          | [Архівовано 25 березня 2018 у Wayback Machine.] |
| DEF CON 24        | Готелі Bally's і Paris               | 4-7 серпня 2016 року          | [Архівовано 25 березня 2018 у Wayback Machine.] |
| DEF CON 25        | Готель Caesars Palace                | 27-30 липня 2017 року         | [Архівовано 5 січня 2018 у Wayback Machine.]    |
| DEF CON 26        | Розважальний комплекс Caesars Palace | 9-12 серпня 2018 року         | [Архівовано 19 січня 2019 у Wayback Machine.]   |

На честь 20-річчя DEF CON, був презентований фільм під назвою «DEF CON: Документальний фільм» (DEFCON: The Documentary). Фільм охоплює історію та філософію унікального досвіду DEF CON, як змінювався простір безпеки на конференції, які химерні речі відбуваються на цьому заході.

## Заходи та події на конференції

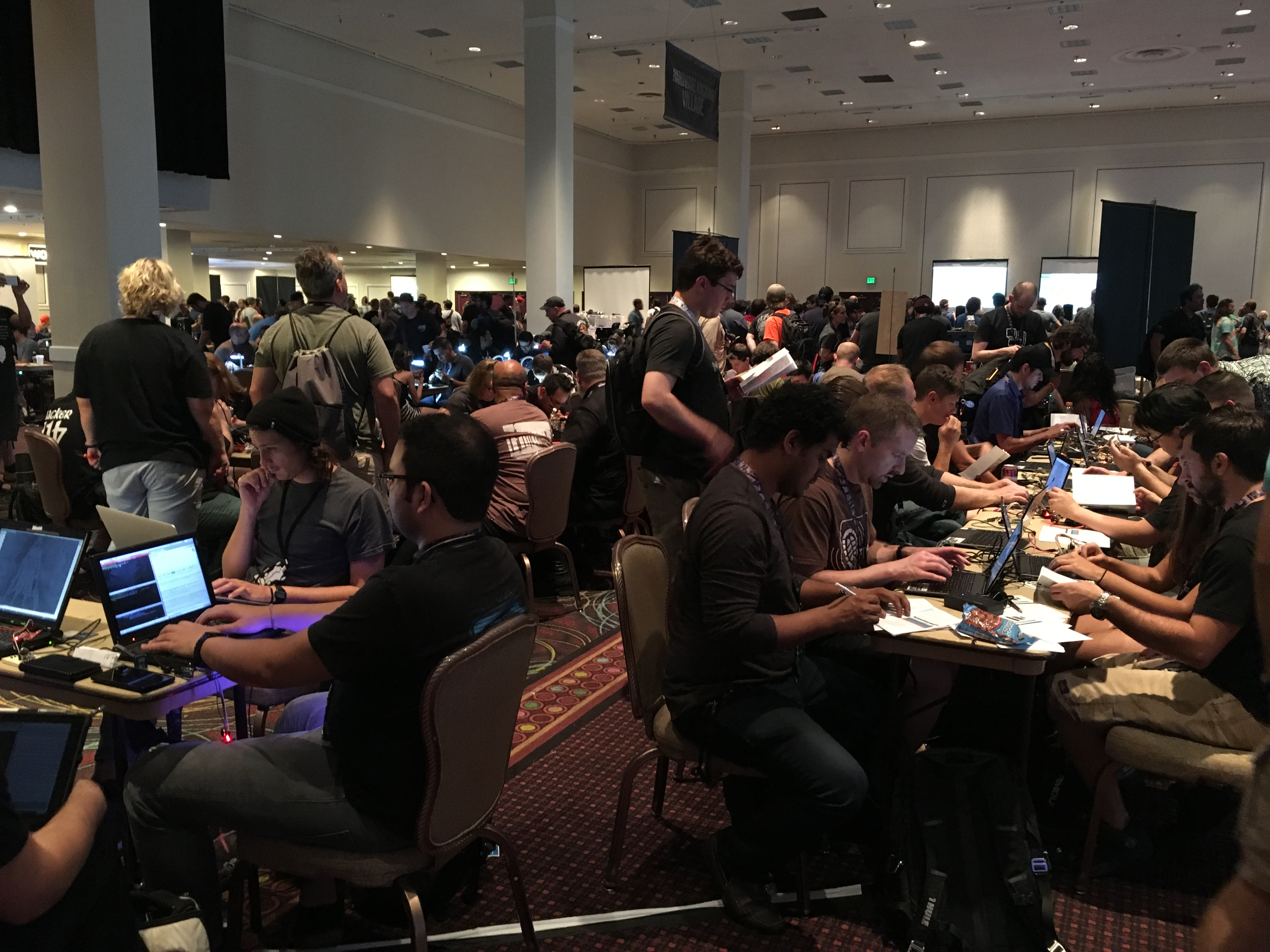
Кілька робочих столів у зоні конкурсу у Def Con 24

Однією з визначних подій на конференції традиційно є гра «Захоплення прапора». Це командні змагання з комп'ютерної безпеки і злому, в яких хакери знаходять заздалегідь закладені уразливості в наданих мережах і комп'ютерах. Завдання змагання — забезпечити безпеку своїх ресурсів і атакувати комп'ютери супротивників, захоплюючи «прапори» зі зламаних комп'ютерів і мереж. Її переможці та переможці Hacker Jeopardy отримують найвищу нагороду DEF CON — «Чорний значок». Ця нагорода надає її власнику довічний доступ на DEF CON і є еквівалентною тисячам доларів США.
Суть традиційного для DEFCON заходу полягає у зломі, отриманні паролів і частин особистих даних з відкритої Wi-Fi мережі. Метою цього є показ того, наскільки небезпечні відкриті Wi-Fi мережі. На «стіні овечок» розміщуються частини паролів, IP-адреси, а також e-mail і частини іншої особистої інформації користувачів, які використовували відкриту бездротову мережу на конференції. Однак, те, що дана стіна працює вже не один рік, і також не дивлячись на щорічні попередження від організаторів конференції, кожен раз знаходяться люди, чиї дані поповнюють цю стіну. Так у 2005 році на «стіні овечок» виявився інженер з Cisco, професор з Гарварду і кілька співробітників корпорації Apple.

## Правила DEF CON
Під час конференції заборонено фізичне насильство і незаконне вживання наркотиків. Неповнолітні повинні супроводжуватися їхніми батьками або опікуном(ами). Забороняються будь-які дії, які можуть поставити під загрозу конференцію чи учасників.
Під час цієї конференції традиційно діє негласна угода між співробітниками ФБР і хакерами про те, що перші не будуть заарештовувати других, а ті не будуть заважати проведенню конференції.